# Хортица (завод)
«Хортица» (укр. Хортиця) — ликёро-водочный завод, расположенный в Запорожской области, Украина. Назван в честь острова Хортица. Производит различные напитки, включая водку под маркой «Хортиця», ликёро-водочные изделия и слабоалкогольные напитки. Входит в состав Global Spirits. Бренд «Хортиця» продаётся в 87 странах мира. 

Британское издание Drinks International поставило водочный бренд «Хортиця» в первую тройку мировых водок по объёмам продаж. Эти данные подтвердили эксперты исследовательского агентства International Wine and Spirits Research в рейтинге 100 крупнейших глобальных алкогольных брендов.